# Grand Prix Francie 2006
Grand Prix Francie XCII Grand Prix de France
- 16. červenec 2006
- Okruh Magny-Cours
- 70 kol x 4,411 km = 308,586 km
- 761. Grand Prix
- 88. vítězství Michaela Schumachera
- 187. vítězství pro Ferrari

Trofej pro Michaela Schumachera předával ministr sportu Jean-François Lamour. Fernando Alonso převzal cenu pro druhého v cíli od Marcela Charmanta generálního konzula Niévres. Třetí v cíli Felipe Massa převzal cenu z rukou Jacquese Regise prezidenta F.F.S.A. Vítěznému týmu Ferrari předal cenu regionální konzul Burgundy François Patriat.

## Výsledky
| Pozice | Jezdec               | Vůz               | Čas         |
| ------ | -------------------- | ----------------- | ----------- |
| 1      | Michael Schumacher   | Ferrari 248 F1    | 1:32'07.803 |
| 2      | Fernando Alonso      | Renault R26       | á 0:10.131  |
| 3      | Felipe Massa         | Ferrari 248 F1    | á 0:22.546  |
| 4      | Ralf Schumacher      | Toyota TF106      | á 0:27.212  |
| 5      | Kimi Räikkönen       | McLaren MP4/21    | á 0:33.006  |
| 6      | Giancarlo Fisichella | Renault R26       | á 0:45.265  |
| 7      | Pedro de la Rosa     | McLaren MP4/21    | á 0:49.407  |
| 8      | Nick Heidfeld        | BMW Sauber F1.06  | á 1 kolo    |
| 9      | David Coulthard      | Red Bull RB2      | á 1 kolo    |
| 10     | Scott Speed          | Torro Rosso STR01 | á 1 kolo    |
| 11     | Jacques Villeneuve   | BMW Sauber F1.06  | á 1 kolo    |
| 12     | Christian Klien      | Red Bull RB2      | á 1 kolo    |
| 13     | Vitantonio Liuzzi    | Torro Rosso STR01 | á 1 kolo    |
| 14     | Nico Rosberg         | Williams FW28     | á 2 kola    |
| 15     | Christijan Albers    | Midland M16       | á 2 kola    |
| 16     | Franck Montagny      | Super Aguri SA05  | á 3 kola    |
| Kolo   | Odstoupili           | -                 | -           |
| 61     | Jenson Button        | Honda RA106       |             |
| 53     | Mark Webber          | Williams FW28     |             |
| 39     | Jarno Trulli         | Toyota TF106      |             |
| 18     | Rubens Barrichello   | Honda RA106       |             |
| 11     | Tiago Monteiro       | Midland M16       |             |
| 0      | Takuma Sató          | Super Aguri SA05  |             |

### Nejrychlejší kolo
- Michael Schumacher-Ferrari 248 F1-1'17.111

### Vedení v závodě
- 1.-18. kolo Michael Schumacher
- 19. – 20. kolo Jarno Trulli
- 21.-22. kolo Ralf Schumacher
- 23.-38. kolo Michael Schumacher
- 39.-41. kolo Fernando Alonso
- 42.-70. kolo Michael Schumacher

### Postavení na startu
- Žlutě rozhodující čas pro postavení na startu.
- Červeně - Výměna motoru / posunutí o 10 míst na startu

| *  | *                                     | *  | *                                      | Kvalifikace III.                      | Kvalifikace II.                       | Kvalifikace I.                         |
| -- | ------------------------------------- | -- | -------------------------------------- | ------------------------------------- | ------------------------------------- | -------------------------------------- |
| 1  | Michael Schumacher Ferrari 1'15.493   |    |                                        | Michael Schumacher Ferrari 1'15.493   | Michael Schumacher Ferrari 1'15.111   | Jarno Trulli Toyota 1'15.550           |
|    |                                       | 2  | Felipe Massa Ferrari 1'15.510          | Felipe Massa Ferrari 1'15.510         | Ralf Schumacher Toyota 1'15.625       | Michael Schumacher Ferrari 1'15.865    |
| 3  | Fernando Alonso Renault 1'15.785      |    |                                        | Fernando Alonso Renault 1'15.785      | Felipe Massa Ferrari 1'15.679         | Ralf Schumacher Toyota 1'15.949        |
|    |                                       | 4  | Jarno Trulli Toyota 1'16.036           | Jarno Trulli Toyota 1'16.036          | Fernando Alonso Renault 1'15.706      | Kimi Räikkönen McLaren 1'16.154        |
| 5  | Ralf Schumacher Toyota 1'16.091       |    |                                        | Ralf Schumacher Toyota 1'16.091       | Kimi Räikkönen McLaren 1'15.742       | Felipe Massa Ferrari 1'15.865          |
|    |                                       | 6  | Kimi Räikkönen McLaren 1'16.281        | Kimi Räikkönen McLaren 1'16.281       | Jarno Trulli Toyota 1'15.776          | Fernando Alonso Renault 1'16.328       |
| 7  | Giancarlo Fisichella Renault 1'16.345 |    |                                        | Giancarlo Fisichella Renault 1'16.345 | Giancarlo Fisichella Renault 1'15.901 | David Coulthard Red Bull 1'16.350      |
|    |                                       | 8  | Pedro de la Rosa McLaren 1'16.632      | Pedro de la Rosa McLaren 1'16.632     | Pedro de la Rosa McLaren 1'15.902     | Mark Webber Williams 1'16.531          |
| 9  | David Coulthard Red Bull 1'18.663     |    |                                        | Nico Rosberg Williams 1'18.272        | Nico Rosberg Williams 1'15.926        | Nico Rosberg Williams 1'16.534         |
|    |                                       | 10 | Mark Webber Williams 1'16.129          | David Coulthard Red Bull 1'18.663     | David Coulthard Red Bull 1'15.974     | Pedro de la Rosa McLaren 1'16.679      |
| 11 | Nick Heidfeld BMW 1'16.294            |    |                                        |                                       | Mark Webber Williams 1'16.129         | Nick Heidfeld BMW 1'16.686             |
|    |                                       | 12 | Christian Klien Red Bull 1'16.433      |                                       | Nick Heidfeld BMW 1'16.294            | Giancarlo Fisichella Renault 1'16.825  |
| 13 | Rubens Barrichello Honda 1'17.027     |    |                                        |                                       | Christian Klien Red Bull 1'16.433     | Christian Klien Red Bull 1'16.962      |
|    |                                       | 14 | Scott Speed Torro Rosso 1'17.063       |                                       | Rubens Barrichello Honda 1'17.027     | Christijan Albers Midland 1'16.962     |
| 15 | Christijan Albers Midland 1'17.105    |    |                                        |                                       | Scott Speed Torro Rosso 1'17.063      | Rubens Barrichello Honda 1'17.022      |
|    |                                       | 16 | Jacques Villeneuve BMW 1'17.304        |                                       | Christijan Albers Midland 1'17.105    | Scott Speed Torro Rosso 1'17.117       |
| 17 | Jenson Button Honda 1'17.495          |    |                                        |                                       |                                       | Vitantonio Liuzzi Torro Rosso 1'17.164 |
|    |                                       | 18 | Tiago Monteiro Midland 1'17.589        |                                       |                                       | Jacques Villeneuve BMW 1'17.304        |
| 19 | Nico Rosberg Williams 1'18.272        |    |                                        |                                       |                                       | Jenson Button Honda 1'17.495           |
|    |                                       | 20 | Franck Montagny Super Aguri 1'18.637   |                                       |                                       | Tiago Monteiro Midland 1'17.589        |
| 21 | Takuma Sató Super Aguri 1'18.845      |    |                                        |                                       |                                       | Franck Montagny Super Aguri 1'18.637   |
|    |                                       | 22 | Vitantonio Liuzzi Torro Rosso 1'17.164 |                                       |                                       | Takuma Sató Super Aguri 1'18.845       |

### Zajímavosti
- 22 hat trick pro Michaela Schumachera
- Michael Schumacher po 150 na stupních vítězů.
- 100 vítězství pro Německo
- 68 pole positions pro Michaela Schumachera

| Pole position      | Vítězství          | Nej. kolo          |
| Michael Schumacher | Michael Schumacher | Michael Schumacher |
| Ferrari 248 F1     | Ferrari 248 F1     | Ferrari 248 F1     |
| 1'15.493           | 1:32'07.803        | 1'17.111           |
| 210.345 km/h       | 200.968 km/h       | 205.932 km/h       |
| ------------------ | ------------------ | ------------------ |

### Stav MS
- Zelená - vzestup
- Červená - pokles

| *  | Jezdec               | Body |
| -- | -------------------- | ---- |
| 1  | Fernando Alonso      | 96   |
| 2  | Michael Schumacher   | 79   |
| 3  | Giancarlo Fisichella | 46   |
| 4  | Kimi Räikkönen       | 43   |
| 5  | Felipe Massa         | 42   |
| 6  | Juan Pablo Montoya   | 26   |
| 7  | Jenson Button        | 16   |
| 8  | Rubens Barrichello   | 16   |
| 9  | Nick Heidfeld        | 13   |
| 10 | Ralf Schumacher      | 13   |
| 11 | David Coulthard      | 10   |
| 12 | Jarno Trulli         | 8    |
| 13 | Jacques Villeneuve   | 7    |
| 14 | Mark Webber          | 6    |
| 15 | Nico Rosberg         | 4    |
| 16 | Pedro de la Rosa     | 2    |
| 17 | Christian Klien      | 1    |
| 18 | Vitantonio Liuzzi    | 1    |

| * | Vůz      | Body |
| - | -------- | ---- |
| 1 | Renault  | 141  |
| 2 | Ferrari  | 121  |
| 3 | McLaren  | 71   |
| 4 | Honda    | 32   |
| 5 | Toyota   | 21   |
| 6 | BMW      | 20   |
| 7 | Red Bull | 11   |
| 8 | Williams | 10   |
| 9 | Red Bull | 1    |

| *  | Jezdec         | Body |
| -- | -------------- | ---- |
| 1  | Německo        | 109  |
| 2  | Španělsko      | 98   |
| 3  | Brazílie       | 58   |
| 4  | Itálie         | 55   |
| 5  | Finsko         | 43   |
| 6  | Kolumbie       | 26   |
| 7  | Velká Británie | 26   |
| 8  | Kanada         | 7    |
| 9  | Austrálie      | 6    |
| 10 | Rakousko       | 1    |